# Vous les copains, je ne vous oublierai jamais
Singles de Sheila
Hello petite fille Un monde sans amour
Pistes de Écoute ce disque
Écoute ce disque Toujours des beaux jours
Vous les copains, je ne vous oublierai jamais  est une chanson de la chanteuse Sheila, et l'un des plus grands succès de l'année 1964. Il est l'adaptation en français du tube international des Manfred Mann Do Wah Diddy Diddy, lui-même adapté d'une chanson originale du groupe The Exciters de 1963 du même titre. Figurant sur le même 45T EP que la chanson Écoute ce disque, Vous les copains, je ne vous oublierai jamais permet à ce disque de se vendre à plus de 400 000 exemplaires.
Sheila interprète ce titre dans la plupart de ses spectacles. Elle l'a choisi comme chanson d'ouverture de son spectacle à l'Olympia en 1989, et l'a réenregistré en 1998 avec de nouvelles orchestrations pour son album Le Meilleur de Sheila.
Depuis 2004 Vous les copains, je ne vous oublierai jamais est jouée en fond sonore dans la publicité pour le saucisson Justin Bridou.
En 2010, la reprise de Vanessa Paradis figure sur la bande originale du film Thelma, Louise et Chantal de Benoît Pétré.
Depuis 2021, la chanson est également l'air de la publicité pour le Pari mutuel urbain (PMU).

## Fiche artistique
- Titre : Vous les copains, je ne vous oublierai jamais
- Paroles : C. Carrère / H. Ithier
- Musique : J. Barry - E. Greenwich
- Interprète d’origine en anglais : Manfred Mann
- Interprète d’origine en français : Sheila sur le 45 tours EP Philips 434954
- Arrangements et direction musicale : Sam Clayton
- Producteur : Claude Carrère
- Année de production : 1964
- Éditeur :  Raoul Breton
- Parution : 17 octobre 1964
- Durée : 02:13

## Ventes et classements
| Meilleur classement | Meilleur classement | Meilleur classement | Meilleur classement | Ventes réelles |
| France              | Wallonie            | Suisse              | Canada              | Ventes réelles |
| ------------------- | ------------------- | ------------------- | ------------------- | -------------- |
| 1                   | 3                   | -                   | -                   | 400 000        |

## Vous les copains, je ne vous oublierai jamaisen CD
- 1964 - Écoute ce disque
- 2006 - Juste comme ça (double album) - CD Warner
- 2008 - Toutes ces vies - Les chansons incontournables - CD Warner Rhino 5144278712

## Vous les copains, je ne vous oublierai jamaisau cinéma
- Cupcakes de Eytan Fox.

## Reprises
En Français:
- 1964 - Tony Roman
- 1965 - Les Célibataires
- 1966 - Alice Dona
- 1967 - Pier Cadet
- 1982 - Génération 60
- 1990 - Mégatwist
- 1996 - Richard Gotainer
- 2010 - Vanessa Paradis (dans le film Thelma, Louise et Chantal)
- 2012 - Salut les copains
- 2016 - Les Goguettes en trio, mais à quatre
- 2018 - Kids United

Autres langues:
- 1964 - Wolfgang Frey (Allemagne)
- 1964 - Cindy (Danemark)
- 1965 - Los Gatos (Argentine)
- 1965 - Sonia (Espagne)
- 1981 - Mike Donath (Royaume-Uni)
- 2005 - Valéria Duran (Espagne)